# Championnat de France de cricket masculin de D1
AFFICHERTITRE
La Superligue, 1re division du championnat de France de cricket masculin, est géré et organisé par France Cricket. Elle voit s'opposer les meilleurs clubs français de cricket depuis 1988. Le championnat se joue au format Twenty20.

## Compétition
L'Élite des clubs de cricket français forme depuis 2007 la Superligue. 8 équipes se disputent ainsi le titre de Champion de France et le dernier est relégué en Ligue Nationale.
À compter de 2012, la Superligue adopte les conventions internationales qui stipulent que les matchs de Twenty20 se jouent avec une balle blanche et des tenues de couleur.

## Palmarès
| Saison | Vainqueur               | Finaliste               |
| ------ | ----------------------- | ----------------------- |
| 1987   | Standard AC             |                         |
| 1988   | Standard AC             |                         |
| 1989   | Standard AC             |                         |
| 1990   | Tamil Union de Thiais   |                         |
| 1991   | Château de Thoiry CC    |                         |
| 1992   | Château de Thoiry CC    |                         |
| 1993   | Paris UC                |                         |
| 1994   | Paris UC                |                         |
| 1995   | Northern Aubervilliers  |                         |
| 1996   | Paris UC                |                         |
| 1997   | Paris UC                |                         |
| 1998   | Paris UC                |                         |
| 1999   | Northern Aubervilliers  |                         |
| 2000   | Paris UC                |                         |
| 2001   | Dreux CC                |                         |
| 2002   | France Gymkhana Gonesse |                         |
| 2003   | PUC                     | France Gymkhana Gonesse |
| 2004   | France Gymkhana Gonesse | Dreux CC                |
| 2005   | Nallur Stains           | Dreux CC                |
| 2006   | Dreux CC                | Northern Aubervilliers  |
| 2007   | Northern Aubervilliers  | Paris UC                |
| 2008   | France Gymkhana Gonesse | Dreux CC                |
| 2009   | Balbyniens CC 93        | France Gymkhana Gonesse |
| 2010   | France Gymkhana Gonesse | Euro Clichy             |
| 2011   | Paris UC                | France Gymkhana Gonesse |
| 2012   | Paris UC                | Dreux CC                |
| 2013   | Paris UC                | Dreux CC                |
| 2014   | USCA                    | Northern                |
| 2015   | Balbyniens CC           | Dreux CC                |
| 2016   | Paris UC                | USCA Paris              |
| 2017   | Paris UC                | Dreux CC                |
| 2018   | Dreux CC                | Paris UC                |
| 2019   | Dreux CC                | USCA Paris              |
| 2020   | Dreux CC                | Pierrefitte CC          |
| 2021   | Creil CC                | Dreux CC                |
| 2022   | Dreux CC                | Lisses CC               |
| 2023   | Dreux CC                | Paris UC                |
| 2024   | Dreux CC                | Paris UC                |
| 2025   |                         |                         |

## Tableau d'Honneur
| Rang | Equipe                  | Trophées |
| ---- | ----------------------- | -------- |
| 1    | Paris UC                | 11       |
| 2    | Dreux CC                | 6        |
| 3    | France Gymkhana Gonesse | 4        |
| 4    | Standard AC             | 3        |
| 5    | Northern Aubervilliers  | 3        |
| 6    | Balbyniens CC 93        | 3        |
| 7    | Château de Thoiry CC    | 2        |
| 8    | Northern Aubervilliers  | 2        |
| 9    | Tamil Union de Thiais   | 1        |
| 10   | Nallur Stains           | 1        |

## Histoire

### Finales Édition

#### Finales Édition 2012
Les phases finales du Championnat de France de Cricket - Superligue 2012 - ont opposé tout d'abord les 4 demi-finalistes :
Dreux 103/8 vs France Gymkhana Gonesse 102/9. Dreux gagne par 2 guichets.
Paris Université Club 139/9 vs Balbiniens93 91/10. PUC gagne par 48 courses.
Finale le 30 septembre à Dreux. Le PUC est champion en titre ; Dreux, champion en 2006, dispute sa première finale depuis 2008.
En première manche, Dreux poste un total de 144/7 sur ses 20 séries. En réponse, les PUCistes dépassent ce score en 18.5 séries, avec 146/7, soit une victoire par 3 guichets avec 7 balles restantes.
Le PUC conserve son titre de Champion de France de Cricket.

#### Finales Édition 2011
Les phases finales du Championnat de France de Cricket - Superligue 2011 - ont opposé tout d'abord les 4 demi-finalistes :
Balbyniens93 149/10 vs France Gymkhana 152/6. France Gymkhana gagne par 4 guichets.
PUC 247/7 vs Northern CC 130/10. PUC gagne par 117 courses.
Le 18 septembre, la finale se déroula sur le terrain du Dreux CC, entre le PUC, 7 fois tenant du titre (dernier obtenu en 2003), et le club le plus présent ces dernières années, France Gymkhana Gonesse, tenant du titre.
Cette année, c'est le Paris Université Club qui remporte le Championnat, 213 courses à 186.

#### Finales Édition 2010
Les phases finales du Championnat de France de Cricket - Superligue 2010 - ont rendu leur verdict le week-end des 18 et 19 septembre 2010. C'est d'abord Euro Clichy qui a battu Dreux Cricket Club le Samedi 18 septembre à Mantes par 18 courses. Dans le même temps à Vincennes, France Gymkhana Gonesse a défait le Champion de France 2009, les Balbyniens de Bobigny.
France Gymkhana Gonesse et Euro Clichy se retrouvaient donc ce dimanche 19 septembre à Dreux. Clichy passait en premier à la batte et réalisait 142 courses pour 9 éliminés. Gymkhana revenait sur le score de Clichy pour 3 éliminés et remportait donc la finale par 7 guichets. France Gymkhana est donc déclaré Champion de France de Cricket 2010, leur 4e titre après 2002, 2004 et 2008.

#### Finales Édition 2009

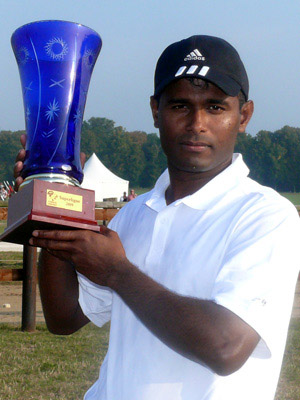
Capitaine de Bobigny et Trophée Superligue

Les Demi-Finales Superligue 2009 ont opposé le PUC (1er Groupe A) à Balbyniens93 (2e Groupe B) et Nothern Aubervilliers (1er Groupe B) à Gonesse (2e Groupe A). La Finale du Championnat de France de cricket 2009 s'est déroulée le 20 septembre à Chantilly et a vu la victoire de Balbyniens93 aux dépens du France Gymkhana Gonesse par 196 courses.

#### Finales Édition 2007
La nouveauté de la saison 2007 est l’introduction de la Superligue Barclays composée des huit meilleures équipes de la saison 2006 (Dreux, Northern Aubervilliers, EuroCC, St Brice95, France Gymkhana, SLCC, PUC et Stains).
La finale a eu lieu le 16 septembre 2007 à Chantilly : 
- Northern Aubervilliers bat PUC par 4 guichets.

La Ligue Division Nationale 1 Barclays est composée de 22 équipes réparties en 4 poules.
Les demi-finales sont jouées le 1er septembre 2007 : 
- Tran CC bat Balbyniens 93 par 81 courses à Damazan.
- USCA bat Bordeaux La Brède par 123 courses à St Aulaye.

La finale a eu lieu le 2 septembre 2007 : 
- USCA bat Tarn CC par 9 guichets.

#### Finales Édition 2006
Les quarts de finale sont joués les 9 et 10 septembre 2006 : 
- Bordeaux - Saint-Brice
- Entrecasteaux - Stains
- Dreux - Gymkhana Gonesse
- Northern Aubervilliers - SLCC Paris

Les demi-finales sont jouées le 16 septembre 2006 : 
- Northern Aubervilliers - Saint-Brice
- Dreux - Stains

La finale a eu lieu le 17 septembre 2006 : 
- Dreux bat Northern Aubervilliers